# Liubomyr Polataiko
Liubomyr Mykolayovich Polataiko –en ucraniano, Любомир Миколайович Полатайко– (Nadvirna, 21 de noviembre de 1979) es un deportista ucraniano que compitió en ciclismo en la modalidad de pista, especialista en las pruebas de persecución por equipos y madison.
Ganó cuatro medallas en el Campeonato Mundial de Ciclismo en Pista entre los años 2001 y 2007, y una medalla de plata en el Campeonato Europeo de Ómnium.

## Medallero internacional
| Campeonato Mundial | Campeonato Mundial          | Campeonato Mundial | Campeonato Mundial      |
| Año                | Lugar                       | Medalla            | Competición             |
| ------------------ | --------------------------- | ------------------ | ----------------------- |
| 2001               | Amberes ( Bélgica)          | Medalla de oro     | Persecución por equipos |
| 2006               | Burdeos ( Francia)          | Medalla de plata   | Madison                 |
| 2006               | Burdeos ( Francia)          | Medalla de bronce  | Persecución por equipos |
| 2007               | Palma de Mallorca ( España) | Medalla de plata   | Persecución por equipos |
| Campeonato Europeo |                             |                    |                         |
| Año                | Lugar                       | Medalla            | Competición             |
| 2003               | Moscú ( Rusia)              | Medalla de plata   | Ómnium                  |

1. ↑  Campeonato Europeo realizado sólo para la disciplina de ómnium.